# Contre-la-montre par équipes en relais mixte aux championnats du monde de cyclisme sur route 2023
Le contre-la-montre par équipes en relais mixte des championnats du monde de cyclisme sur route 2023 a lieu le 8 août 2023 sur 40,3 kilomètres à Glasgow, au Royaume-Uni. Il s'agit de la 4e édition de cette course mixte par équipes.

## Parcours
L'épreuve se déroule sur deux tours d'un circuit de 20,15 kilomètres, qui commence sur Argyle Street et suit le circuit utilisé dans les courses en ligne jusqu'à Byres Road. Par la suite, l'itinéraire s'étend sur la route A82 entre Hillhead et Kelvinside, les coureurs rejoignent ensuite le circuit d'origine jusqu'à High Street.

## Favoris
L'équipe de Suisse, qui est tenante du titre, est la favorite à sa propre succession. Les autres prétendants à la victoire et au podium sont l'Italie, les Pays-Bas,  la Grande-Bretagne, l'Australie et la France,.

## Classement
| Rang               | Cyclistes | Équipe                     | Temps      | Écart     |
| ------------------ | --- | -------------------------- | ---------- | --------- |
| Médaille d'or      | Mauro Schmid Stefan Küng Stefan Bissegger Elise Chabbey Marlen Reusser Nicole Koller                                              | Suisse                     | 54:16.20   | –         |
| Médaille d'argent  | Bruno Armirail Rémi Cavagna Bryan Coquard Audrey Cordon-Ragot Cédrine Kerbaol Juliette Labous                                     | France                     | 54:23.28   | +7.08     |
| Médaille de bronze | Miguel Heidemann Jannik Steimle Maximilian Walscheid Ricarda Bauernfeind Lisa Klein Franziska Koch                                | Allemagne                  | 55:07.51   | +51.31    |
| 4                  | Daniel Bigham Josh Charlton Ethan Vernon Elynor Backstedt Pfeiffer Georgi Anna Shackley                                           | Grande-Bretagne            | 55:19.62   | +1:03.42  |
| 5                  | Alberto Bettiol Mattia Cattaneo Manlio Moro Letizia Paternoster Silvia Persico Alessia Vigilia                                    | Italie                     | 55:33.21   | +1:17.01  |
| 6                  | Luke Durbridge Michael Matthews Luke Plapp Lauretta Hanson Brodie Chapman Sarah Roy                                               | Australie                  | 55:53.99   | +1:37.79  |
| 7                  | Daan Hoole Tim van Dijke Jos van Emden Loes Adegeest Shirin van Anrooij Riejanne Markus                                           | Pays-Bas                   | 55:59.57   | +1:43.37  |
| 8                  | William Barta Lawson Craddock Neilson Powless Megan Jastrab Coryn Labecki Skylar Schneider                                        | États-Unis                 | 56:02.05   | +1:45.85  |
| 9                  | Patrick Gamper Lukas Pöstlberger Sebastian Schönberger Carina Schrempf Christina Schweinberger Kathrin Schweinberger              | Autriche                   | 56:14.03   | +1:57.83  |
| 10                 | Maciej Bodnar Piotr Brozyna Mateusz Gajdulewicz Marta Jaskulska Marta Lach Agnieszka Skalniak-Sójka                               | Pologne                    | 57:03.13   | +2:46.93  |
| 11                 | Xabier Azparren Raúl García Pierna Ivan Romeo Abad Sandra Alonso Sara Martín Alba Teruel                                          | Espagne                    | 58:16.13   | +3:59.93  |
| 12                 | Igor Chzhan Yevgeniy Fedorov Dmitriy Gruzdev Faina Potapova Rinata Sultanova Makhabbat Umutzhanova                                | Kazakhstan                 | 59:29.30   | +5:13.10  |
| 13                 | Dmitriy Bocharov Aleksey Fomovskiy Muradjan Khalmuratov Sofiya Karimova Yanina Kuskova Olga Zabelinskaya                          | Ouzbékistan                | 59:42.10   | +5:25.90  |
| 14                 | Amir Arslan Ansari Kiya Rogora (ETH) Ahmad Badreddin Wais Selam Amha (ETH) Maude Elaine le Roux (RSA) Elina Tasane (EST)          | Centre mondial du cyclisme | 1:00:48.47 | +6:32.27  |
| 15                 | Maksym Bilyi Vitaliy Novakovskyi Dmytro Polupan Yuliia Biriukova Daryna Nahuliak Olga Shekel                                      | Ukraine                    | 1:01:00.47 | +6:44.27  |
| 16                 | Aurélien de Comarmond Alexandre Mayer Christopher Rougier-Lagane Aurélie Halbwachs Raphaëlle Lamusse Kimberley Le Court de Billot | Maurice                    | 1:01:24.02 | +7:07.82  |
| 17                 | Ju Jinyang Li Tiancheng Xue Ming Cui Yuhang Zeng Luyao Sun Jiajun                                                                 | Chine                      | 1:01:28.50 | +7:12.30  |
| 18                 | Qais Haidari Mohamed Islam Jorat Ahmad Mirzaee Fariba Hashimi Yulduz Hashimi Zahra Rezayee                                        | Afghanistan                | 1:12:04.95 | +17:48.75 |